# Nsang
Nsang (auch: Ensang) ist ein Ort und ein Verwaltungsbezirk in Äquatorialguinea. Im Jahr 2008 hatte er eine Bevölkerung von 2122 Personen.

## Lage
Der Ort befindet sich im Nordosten der Provinz Kié-Ntem auf dem Festlandteil des Staates.
Eine von Nord nach Süden verlaufende Straße mündet hier in eine Ost-West-Verbindung. Im Umkreis liegen die Ortschaften Sandon, Ecuc, Mocomo (Mokom) und Dum.

## Klima
Nach dem Köppen-Geiger-System zeichnet sich Nsang durch ein tropisches Klima mit der Kurzbezeichnung Am aus.